# Oligostachyum spongiosum
Oligostachyum spongiosum là một loài thực vật có hoa trong họ Hòa thảo. Loài này được (C.D.Chu & C.S.Chao) Q.F.Zheng & Y.M.Lin mô tả khoa học đầu tiên năm 1995.